# Merlin Hull

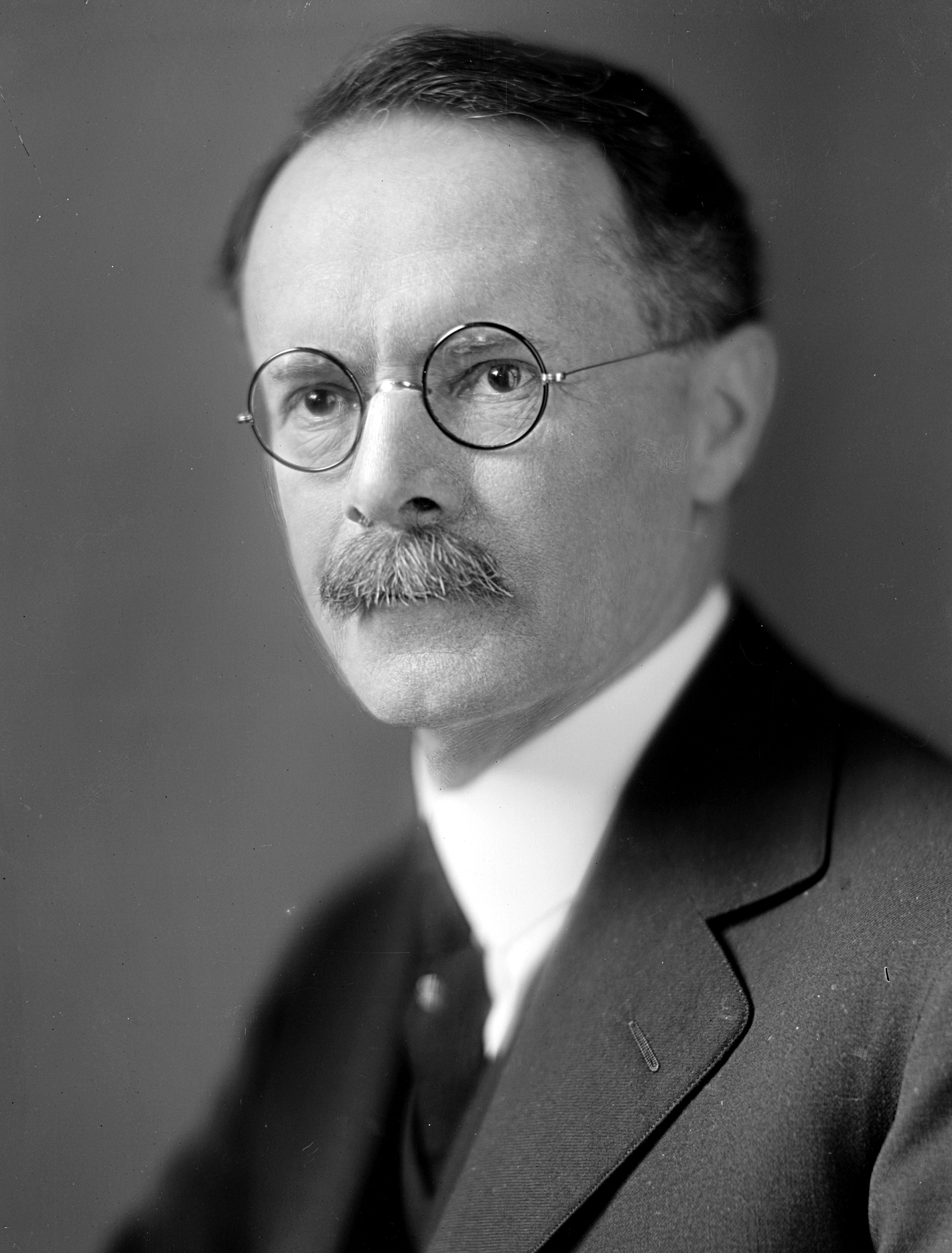
Merlin Hull

Merlin Hull (* 18. Dezember 1870 in Warsaw, Indiana; † 17. Mai 1953 in La Crosse, Wisconsin) war ein US-amerikanischer Politiker. Zwischen 1929 und 1931 sowie nochmals von 1935 bis 1953 vertrat er den Bundesstaat Wisconsin im US-Repräsentantenhaus.

## Werdegang
Merlin Hull besuchte nach der Grundschule das Gale College in Galesville (Wisconsin) und die DePauw University in Greencastle. Danach studierte er an der Columbian University, der heutigen George Washington University in Washington. Nach einem anschließenden Jurastudium und seiner im Jahr 1894 erfolgten Zulassung als Rechtsanwalt begann er in Black River Falls (Wisconsin) in seinem neuen Beruf zu arbeiten. Außerdem stieg er in das Zeitungsgeschäft ein. Zwischen 1904 und 1926 gab er die Zeitung „Jackson County Journal“ und danach von 1926 bis 1953 die Zeitung „Banner-Journal“ heraus. Merlin Hull war zusätzlich noch in der Landwirtschaft tätig. Zwischen 1907 und 1909 fungierte er als Bezirksstaatsanwalt im Jackson County.
Neben den bereits erwähnten Tätigkeiten begann Hull in Wisconsin als Mitglied der Republikanischen Partei eine politische Laufbahn. Von 1909 bis 1915 saß er als Abgeordneter in der Wisconsin State Assembly, deren Präsident er im Jahr 1913 war. Zwischen 1917 und 1921 amtierte er als Secretary of State von Wisconsin. Bei den Kongresswahlen des Jahres 1928 wurde Hull im siebten Wahlbezirk von Wisconsin in das US-Repräsentantenhaus in Washington gewählt, wo er am 4. März 1929 die Nachfolge von Joseph D. Beck antrat. Da er im Jahr 1930 von seiner Partei nicht mehr nominiert wurde, konnte er bis zum 3. März 1931 nur eine Legislaturperiode im Kongress absolvieren. Diese war von den Ereignissen der Weltwirtschaftskrise geprägt.
Im Jahr 1932 bewarb Hull sich erfolglos als Unabhängiger um seine Rückkehr in das US-Repräsentantenhaus. Danach wurde er Mitglied der Wisconsin Progressive Party. Als deren Kandidat wurde er in den Jahren 1934 im neunten Distrikt von Wisconsin in den Kongress gewählt. Nachdem er bei allen folgenden Wahlen jeweils in seinem Mandat bestätigt wurde, konnte er bis zu seinem Tod am 17. Mai 1953 im Kongress verbleiben. Nach der Auflösung seiner Partei Mitte der 1940er Jahre kehrte er wieder zu den Republikanern zurück; als deren Kandidat war er seit den Wahlen des Jahres 1946 im Kongress. Bis 1941 wurden dort noch viele der New-Deal-Gesetze der Bundesregierung verabschiedet. Danach bestimmten die Ereignisse des Zweiten Weltkrieges auch die Arbeit des Repräsentantenhauses. Nach dem Krieg erlebte Hull im Kongress den Beginn des Kalten Krieges und den Koreakrieg. Im Jahr 1951 wurde der 22. Verfassungszusatz verabschiedet.